# Théorie féministe du droit
 (avril 2024).

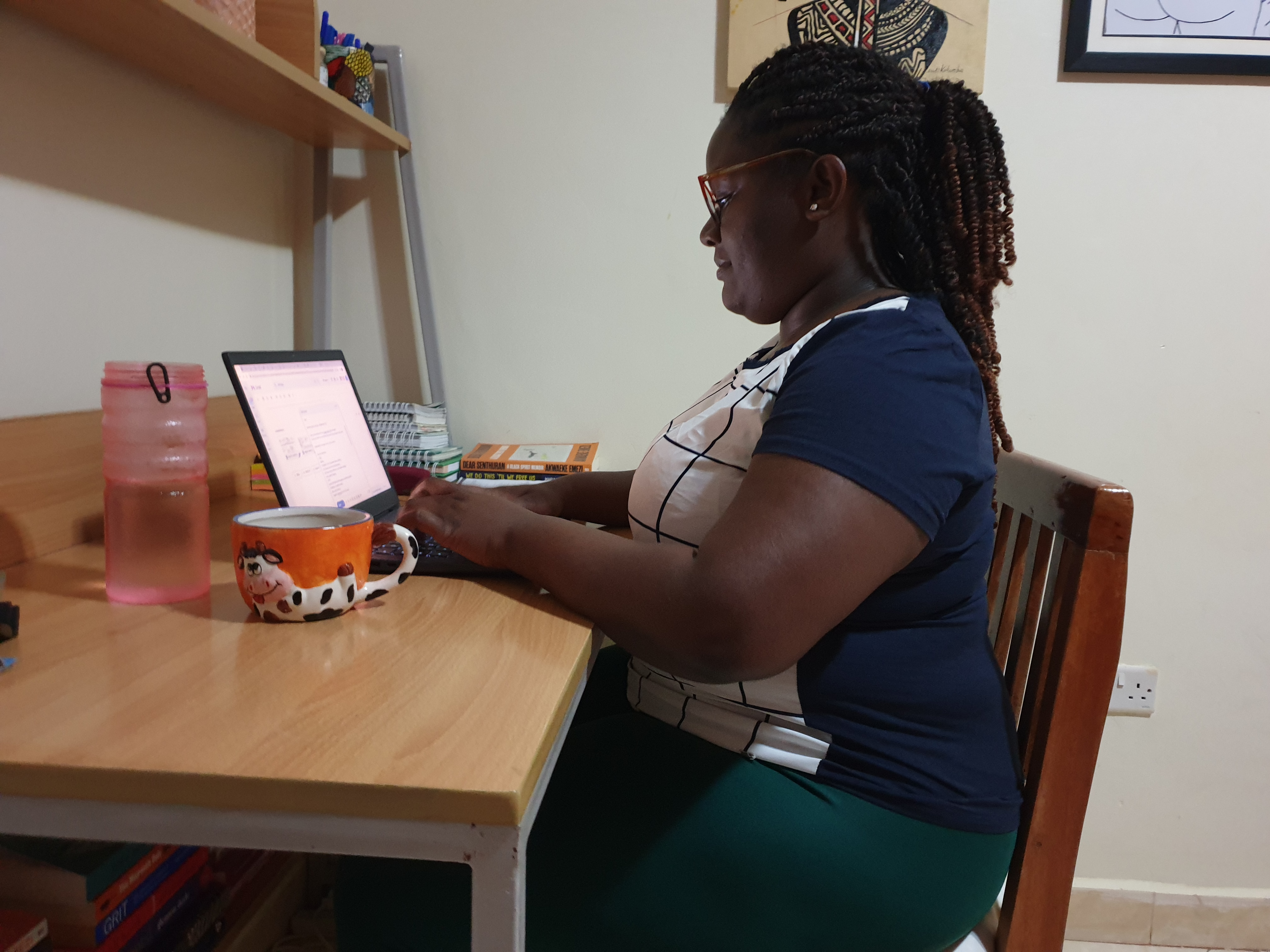
L'avocate féministe Joanitah Najjuko au travail.

La théorie féministe du droit est une manière de penser la justice, la législation et les autres institutions juridiques à partir des différents mouvements d'émancipation des femmes.

## Histoire
La théorie féministe du droit est apparue à la fin des années 1960 dans le cadre de la deuxième vague du féminisme. L'expression est utilisée pour la première fois à la fin des années 1970 par Anne Scales durant la préparation de "Celebrating 25", une fête doublée d'un colloque tenue en 1978 visant à célébrer le vingt-cinquième anniversaire de l'admission des premières femmes à l'école de droit de Harvard,,. L'expression est imprimée pour la première fois en 1978 dans la première publication du Journal de Droit des Femmes d'Harvard. La critique féministe du droit américain s'est développée en réaction au caractère patriarcal du système légal,.
En 1984, Martha Fineman fonde le Feminism and Legal Theory Project à l'Université de Wisconsin afin d'explorer les relations entre la théorie féministe, la pratique, et le droit, ce qui a joué un rôle essentiel dans le développement de la théorie féministe du droit. 
Le droit a toujours occupé une place importante dans les conceptions féministes: le féminisme de la première vague considérait ainsi la lutte pour l'égalité des droits des femmes comme son principal objectif. Le droit est en effet perçu d'un point de vue féministe comme un instrument au service de réformes sociales émancipatoires. Le mouvement féministe de la deuxième vague s'est divisé autour de la question du droit. Le féminisme libéral a continué à prôner l'égalité devant la loi, et à valoriser une approche réformiste du droit, tandis que les féministes radicales ont souligné que la loi s'était révélée inefficace et restait un facteur majeur d'oppression et de renforcement de l'inégalité. À la fin des années 1980 et au début des années 1990, ce courant s'est encore diversifié.

## Principes
La théorie féministe du droit part du principe qu'il n'existe pas de norme juridique neutre du point de vue du genre. Elle analyse la manière dont les inégalités fondées sur le genre sont légitimées ou produites par le discours juridique. Elle s'attache également à une perspective réformiste, interrogeant l'utilité des outils juridiques dans la réduction de ces inégalités.
Les recherches dans ce domaine étudient les femmes en tant qu'actrices du droit, l'accès des femmes au droit, ou encore l'impact du droit sur la vie des femmes, par exemple d'un point de vue pénal ou fiscal. Les rapports de genre au sein du droit de la famille sont un autre point d'intérêt pour la théorie féministe du droit, notamment dans les débats autour de la gestation pour autrui ou la répartition du temps de travail.

### Langues autres que le français
- (de) Bibliographie germanophone de 2004
- (es) Bibliographie hispanophone de 2021
- (de) Lena Foljanty et Ulrike Lembke, Feministische Rechtswissenschaft: Ein Studienbuch, Nomos, 2024 (ISBN 978-3-8487-2873-2, lire en ligne)
- (de) Liza Mattutat, Emanzipation und Gewalt: Feministische Rechtskritik mit Karl Marx, Jacques Derrida und Gilles Deleuze, Springer Berlin Heidelberg, 14 mai 2022 (ISBN 978-3-662-64824-7, lire en ligne)
- (de) Elisabeth Greif et Eva Schobesberger, Einführung in die feministische Rechtswissenschaft: Ziele, Methoden, Theorien, Trauner, coll. « Linzer Schriften zur Frauenforschung », 2009 (ISBN 978-3-85499-359-9)
- (de) Ute Gerhard, Für eine andere Gerechtigkeit: Dimensionen feministischer Rechtskritik, Campus Verlag, 2018 (ISBN 978-3-593-50836-8)
- (es) Sofía Brito Vikusich et María Ignacia Ibarra Eliessetch, Justicia feminista al borde del tiempo: Experiencias comunitarias y sentipensamientos antipunitivistas, LOM Ediciones, 2 janvier 2024 (ISBN 978-956-00-1754-3, lire en ligne)
- (es) Análisis feminista del derecho: teorías, igualdad, interculturalidad y violencia de género, Universidad de Barcelona, coll. « Transformacions », 2013 (ISBN 978-84-475-3706-8)
- (es) Kimberlé Crenshaw, Cecilia Ezpeleta, Yuderkys Espinosa Miñoso et Mary Joe Frug, Feminismos jurídicos: Interpelaciones y debates, Siglo del Hombre Editores, 25 juillet 2020 (ISBN 978-958-665-626-9, lire en ligne)
- (es) Jaramillo Sierra, Isabel Cristina et Alviar García Helena, Feminismo y crítica jurídica.: El análisis distributivo como alternativa crítica al legalismo liberal., Siglo del Hombre Editores, 5 décembre 2012 (ISBN 978-958-665-797-6, lire en ligne)
- (es) Irene de Lamo Velado, Lo personal es jurídico: Apuntes para pensar el derecho desde la teoría feminista, Atelier, 2022 (ISBN 978-84-18780-75-2, lire en ligne)
- (es) Feminismos y derecho: diversas perspectivas del derecho, del género y la igualdad, Centro de Estudios Jurídicos y Sociales Mispat ; Maestría en Derechos Humanos, Facultad de Derecho de la Universidad Autónoma de San Luis Potosí, 2014 (ISBN 978-607-8062-40-9, OCLC 899604541, lire en ligne)
- (pt-BR) Grazielly Alessandra Baggenstoss, Manual jurídico feminista, Editora Letramento, 18 mars 2019 (ISBN 978-85-9530-202-0)
- (pt-BR) Rita Mota Sousa, Introdução às teorias feministas do direito, Edic̜ões Afrontamento, coll. « Biblioteca das ciências sociais », 2015 (ISBN 978-972-36-1414-5)

### En français
- Karine Lempen, « Droit », dans Dictionnaire. Genre et science politique, Presses de Sciences Po, 16 septembre 2013, 190–203 p. (ISBN 978-2-7246-1381-0, DOI 10.3917/scpo.achi.2013.01.0190, lire en ligne)
- Ce que le genre fait au droit, Dalloz, coll. « À droit ouvert », 2013 (ISBN 978-2-247-13475-5, présentation en ligne)
- Coline Cardi et Anne-Marie Devreux, L'engendrement du droit, Editions L'Harmattan, 1er décembre 2014 (ISBN 978-2-336-36329-5, lire en ligne)
- Stéphanie Hennette-Vauchez, Marc Pichard et Diane Roman, Le Loi et le genre, CNRS editions, 4 septembre 2014 (ISBN 978-2-271-08229-9, lire en ligne)
- Collectif, Les femmes et le droit: Constructions idéologiques et pratiques sociales, Presses universitaires Saint-Louis Bruxelles, 28 mai 2019 (ISBN 978-2-8028-0395-9, lire en ligne)